# Djireme
Djireme est un village du Sénégal situé en Basse-Casamance, à proximité de la frontière avec la Gambie. Il fait partie de la communauté rurale de Djibidione, dans l'arrondissement de Sindian, le département de Bignona et la région de Ziguinchor.

## Présentation
Djireme veut dire village se situant près d’une forêt.
Quartiers (3) :

- Fougame : veut dire concertation ou échanges d’idées.

- Kabouncoute : ce quartier porte le nom d’un arbre appelé « boubouncoute », en langue locale « Diola ».

- Sibibi : ce quartier porte le nom d’un oiseau appelé « ébibeu » en langue locale.
Sous-quartiers :

- Kabaline : c’est le nom d’un arbre local.

- Kael : désigne le nom d’un arbre local.

- Kabouncoute : le sous-quartier porte le nom de son quartier.

- Etingone : il s’agit d’un lieu de culte.

- Emongone : ce sous-quartier est près d’un grand baobab, dont les branches sont coupées.

## Histoire
Les conflits des tribus et la recherche de nouvelles terres fertiles sont à l’origine des déplacements de population d’une localité à une autre.

Le village de Djireme est l’aboutissement de plusieurs immigrations. Le premier village de départ est Balingore, puis ils vinrent s’installer à Balandine, où ils furent victimes d’une menace à cause d’un enterrement d’une vieille femme malade, dont la présence gênait. C’est à partir du XVIIe siècle qu’ils sont venus s’installer à Djireme. Avec l’appui des guerriers Adiandaw et Soningue, la population avait mené une lutte farouche pour déloger les forgerons, qu’ils ont trouvés sur place.

À partir du XVIIIe siècle, le grand guerrier Foutourou Badji a résisté contre la présence de la religion musulmane de Fode Kaba Doumbouya. Foutourou était soutenu par son « marabout » Abotète Badji car il était capable de déloger l’ennemi…

## Géographie
- Superficie : 24 km²
- Longueur : 6 km
- Largeur : 4 km
- Les villages qui l'entourent sont :
- Nord : Massara
- Sud : Talloum
- Ouest : Brindiago
- Est : Boulighoye

Les terres sont fertiles, les champs cultivables, le pâturage abondant et les forêts sont denses.

### Population
Lors du dernier recensement (2002), le village comptait 120 habitants et 17 ménages.